# Gayle Rubin
Gayle Rubin (ur. 1 stycznia 1949)  – amerykańska antropolożka kulturowa, teoretyczka gender i seksualności, autorka artykułów i książek na temat sadomasochizmu, prostytucji, pornografii i homoseksualizmu . Profesor na Uniwersytecie Michigan w Ann Arbor .

## Życiorys
Urodziła się w rodzinie żydowskiej w małej miejscowości w stanie Karolina Południowa. W drugiej połowie lat 60. rozpoczęła studia na Uniwersytecie Michigan. Jako studentka była aktywną działaczką w grupie radykalnych feministek na uniwersytecie - organizowała protesty, warsztaty dla kobiet, publikowała artykuły na temat feminizmu.  
Doktorat na Uniwersytecie Michigan uzyskała w 1994 . Był on oparty na prowadzonych od lat 70. XX wieku badaniach nad gejowską subkulturą zaangażowaną w praktyki BDSM . Międzynarodowe uznanie zyskał jej opublikowany w 1975 roku artykuł Wymiana kobiet. Uwagi o „politycznej ekonomii” płci (ang. The Traffic in Women: Notes on the ‘Political Economy’ of Sex). Artykuł odegrał ogromną rolę w kształtowaniu się pojęcia gender. Rubin wprowadziła w nim pojęcie „systemu seks/gender”, zdefiniowała je jako zasady, które regulują to, jak seksualność w sensie biologicznym (ang. sex) staje się rzeczywistością społeczną (ang. gender). W pracy tej łączy ze sobą elementy materializmu historycznego, psychoanalizy i strukturalizmu Claude'a Levi-Straussa .
W 1978 roku współtworzyła Samois, pierwszą na świecie organizację zrzeszającą lesbijki BDSM . W latach 80. stała się częścią nurtu feminizmu proseksualnego . Była przeciwniczką tych feministek, które krytycznie oceniały pornografię.  